# The Smile of a Child
The Smile of a Child è un cortometraggio muto del 1911 diretto da David W. Griffith.

## Trama
Un principe dal cattivo carattere cambia totalmente quando incontra per caso un bambino solare che riesce a metterlo di buonumore. Più tardi, il principe vede una bella contadina e, ritornato a comportarsi secondo il suo solito, le fa delle proposte sconvenienti approfittando del proprio rango. La donna si scopre essere la madre del bambino: quest'ultimo, riapparendo, influisce nuovamente in maniera positiva sul principe con il suo sorriso birichino.

## Produzione
Il film fu prodotto dalla Biograph Company. Venne girato al Wentworth Hotel, a Santa Monica.

## Distribuzione
Distribuito dalla General Film Company, il film - un cortometraggio in una bobina - uscì nelle sale cinematografiche statunitensi il 5 giugno 1911.